# Flirtea erxlineae
Flirtea erxlineae is een hooiwagen uit de familie Cosmetidae.